# جوزيب كفسيتش
جوزيب كفسيتش (بالبوسنوية: Josip Kvesić)‏ هو لاعب كرة قدم بوسني في مركز الدفاع، ولد في 21 سبتمبر 1990 في شيروكي برييغ في البوسنة والهرسك. شارك مع منتخب البوسنة والهرسك تحت 19 سنة لكرة القدم ومنتخب البوسنة والهرسك تحت 21 سنة لكرة القدم. أما مع النوادي، فقد لعب مع أنطاليا سبور وجيلييزنيتشار ساراييفو وكارسياكا ونادي جيلينا ونادي فاراجدين.

## وصلات خارجية
- جوزيب كفسيتش على موقع الاتحاد الأوربي (الإنجليزية)
- جوزيب كفسيتش على موقع اتحاد تركيا (لاعب) (الإنجليزية)
- جوزيب كفسيتش على موقع قاعدة بيانات كرة القدم.إي يو (الإنجليزية)
- جوزيب كفسيتش على موقع Soccerway.com (الإنجليزية)
- جوزيب كفسيتش على موقع عالم كرة القدم.نت (الإنجليزية)